# Международное партнёрство по сотрудничеству в области энергоэффективности
Международное партнерство по сотрудничеству в области энергоэффективности (IPEEC) — автономное партнерство, состоящие из 16 стран участниц. Партнерство способствует обмену информацией между странами-участницами по вопросам энергоэффективности и энергосбережения, а также создает площадки для обмена лучшими практиками и опытом.

## История
Партнерство создано по инициативе лидеров стран «Группы восьми» в 2009 году.
Штаб-квартира Партнерства находится в Париже. Странами-участницами IPEEC являются Австралия, Бразилия, Канада, Китай, Европейский Союз, Франция, Германия, Индия, Италия, Япония, Южная Корея, Мексика, Россия, ЮАР, Великобритания, США.

## Руководство
Исполнительным директором Партнерства является г-н Бенуа Лебо.
Председателем Политического комитета Партнерства является г-н Сантьяго Крехерес .

## План действий «Группы двадцати»
В 2014 году лидеры стран «Группы двадцати» на саммите в Брисбане (Австралия) одобрили План действий по энергоэффективности . В соответствии с этим планом Партнерство уполномочено координировать действия по его реализации. План содержит 6 ключевых направлений: энергоэффективность в зданиях, большегрузный транспорт, финансы, энергоменеджмент, электроэнергия, приборы и устройства.